# Sowjetisches Ehrenmal (Alt-Hohenschönhausen)

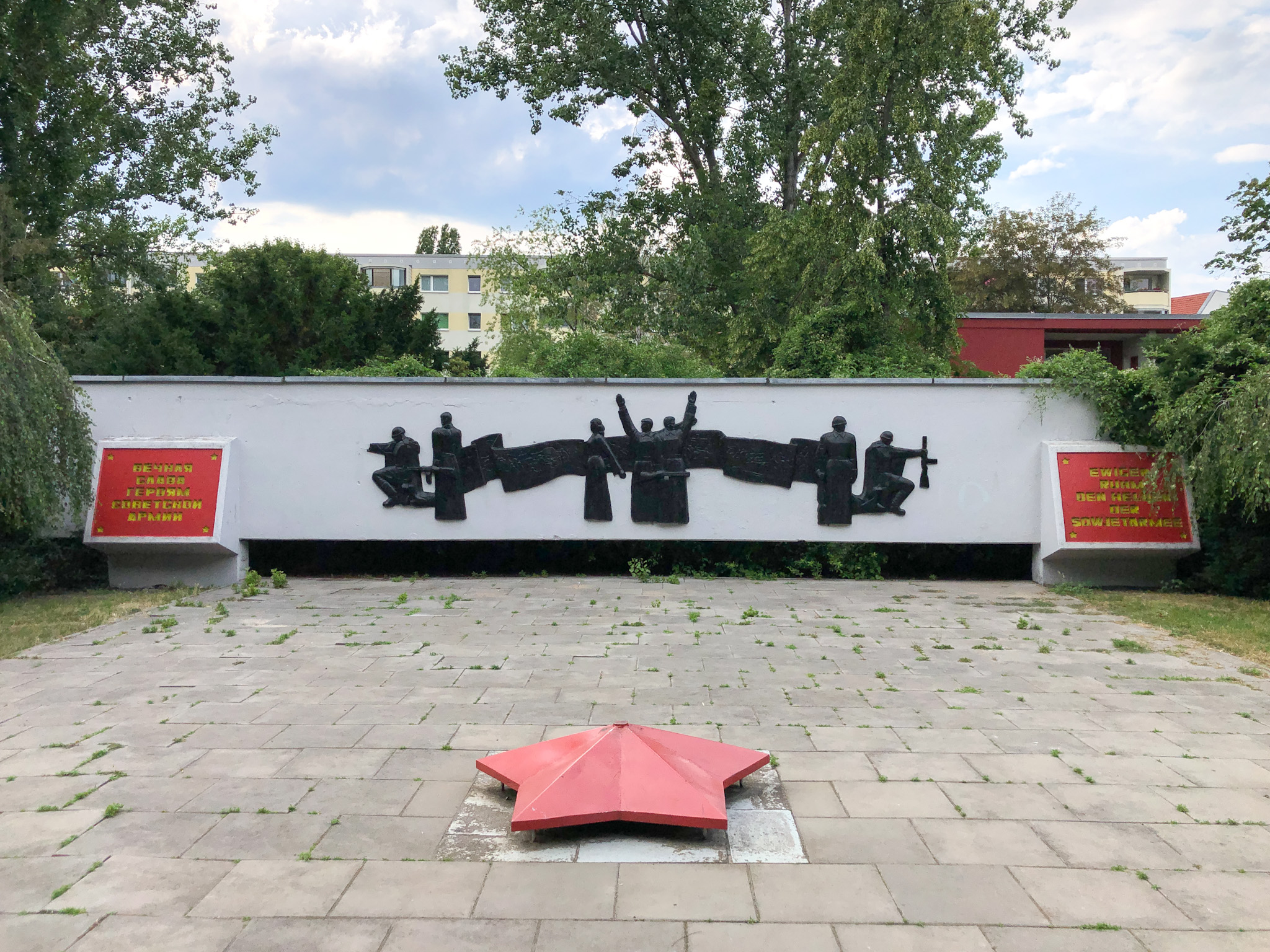
Blick auf das Ehrenmal, 2020.

Das Sowjetische Ehrenmal Hohenschönhausen in der Küstriner Straße, im Berliner Ortsteil Alt-Hohenschönhausen im Bezirk Lichtenberg wurde von 1947 bis 1948 errichtet.
Hohenschönhausen wurde am 22. April 1945 als einer der ersten Berliner Stadtteile bei der Schlacht um Berlin eingenommen. Das Denkmal ist den Gefallenen der Roten Armee gewidmet, die zunächst am Ort bestattet waren, ehe sie nach Schönholz umgebettet wurden. In den 1970er Jahren anlässlich des 30. Jahrestags der Befreiung wurde das Ehrenmal unter Beteiligung von Mitgliedern der Freien Deutschen Jugend und des Komsomol umgestaltet.
In den vergangenen Jahren nahmen die Schäden am Ehrenmal zu und neben Vandalismus, bspw. wurde dem Soldaten auf der linken Seite des Reliefs das Gewehr abgeschlagen, sind auch Witterungsschäden sichtbar. Der Bezirk Lichtenberg plant bis 2021 eine Neugestaltung des Ehrenmals.

## Galerie

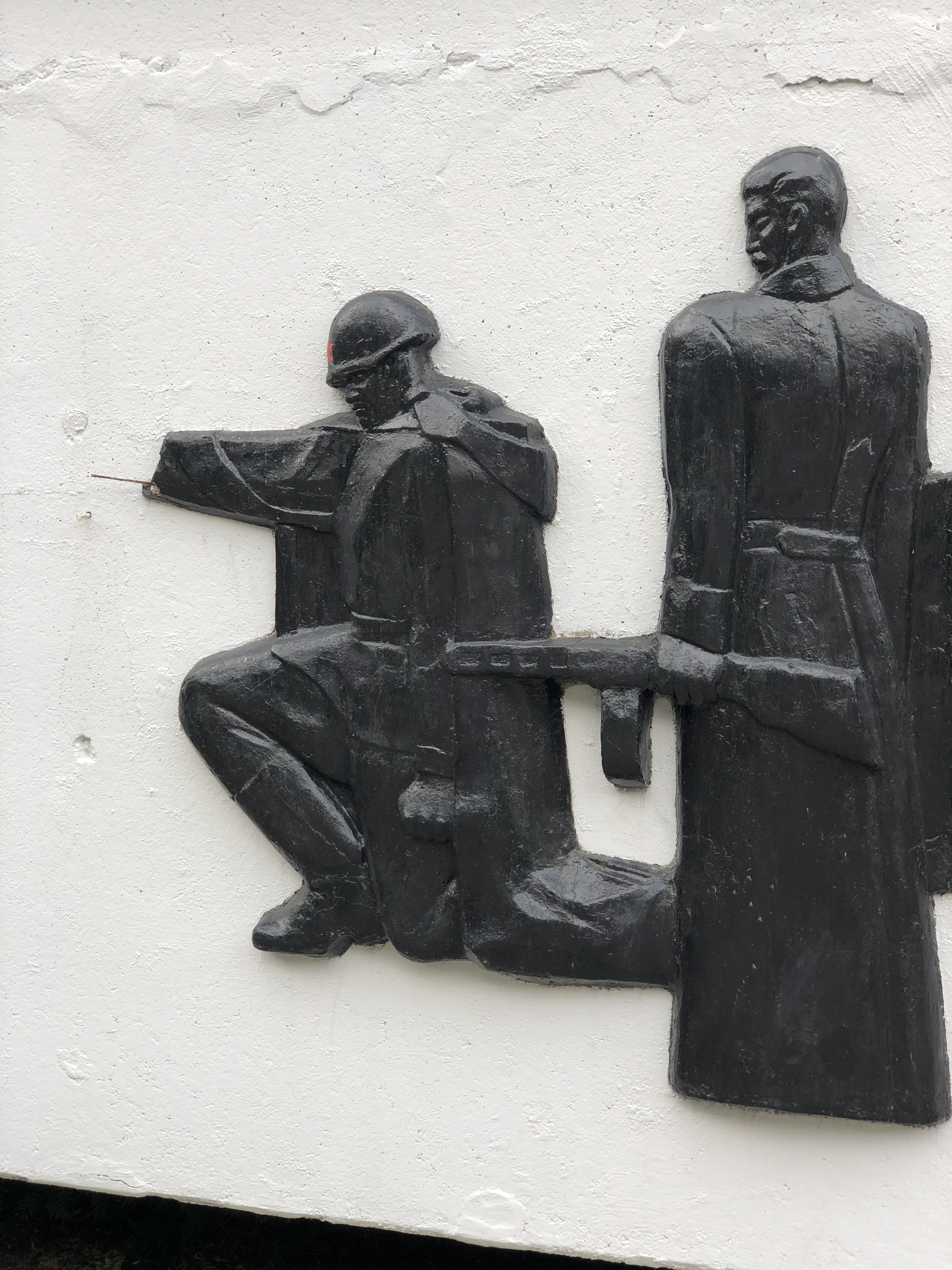
Schäden am Ehrenmal, 2020.
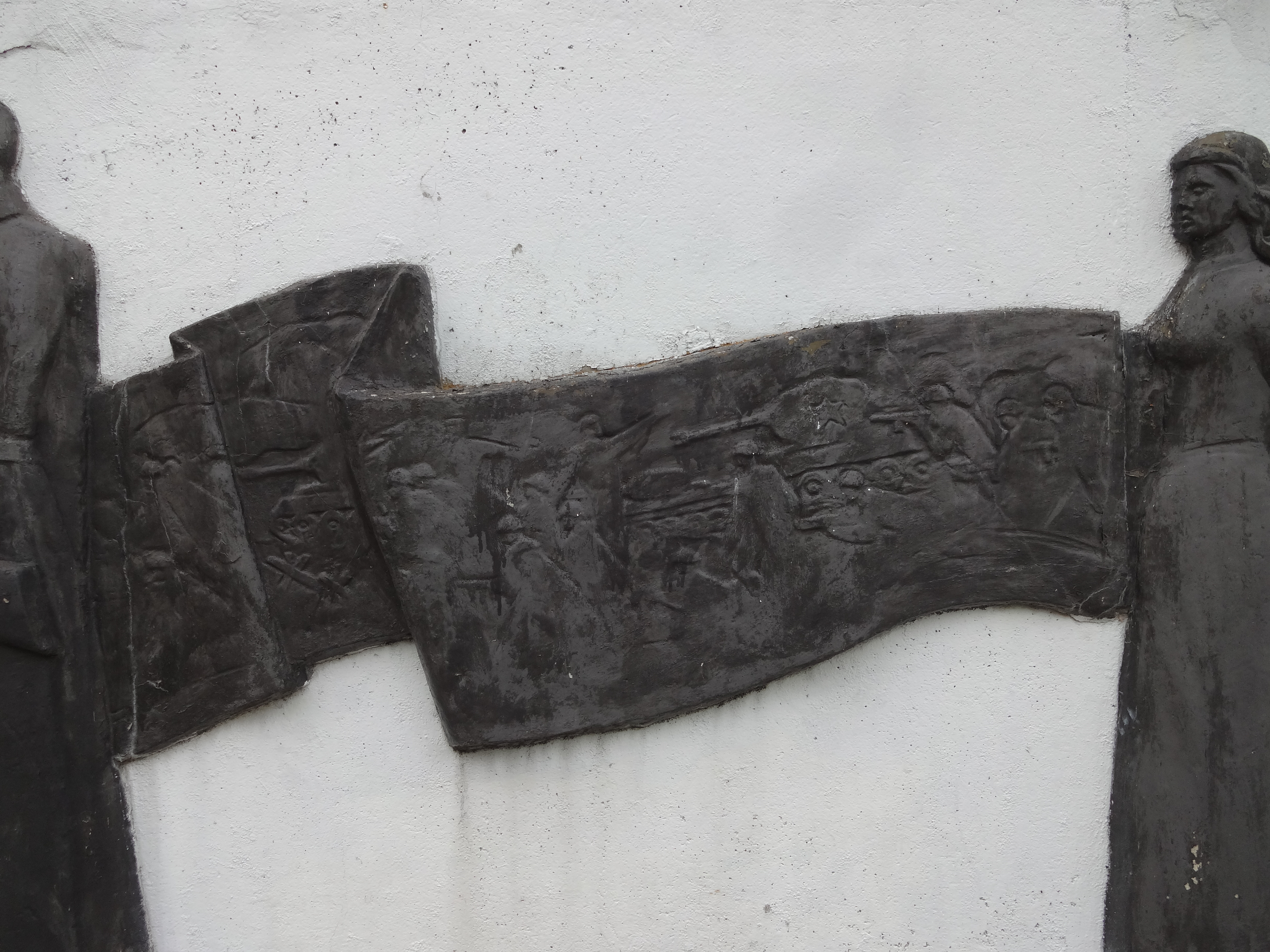
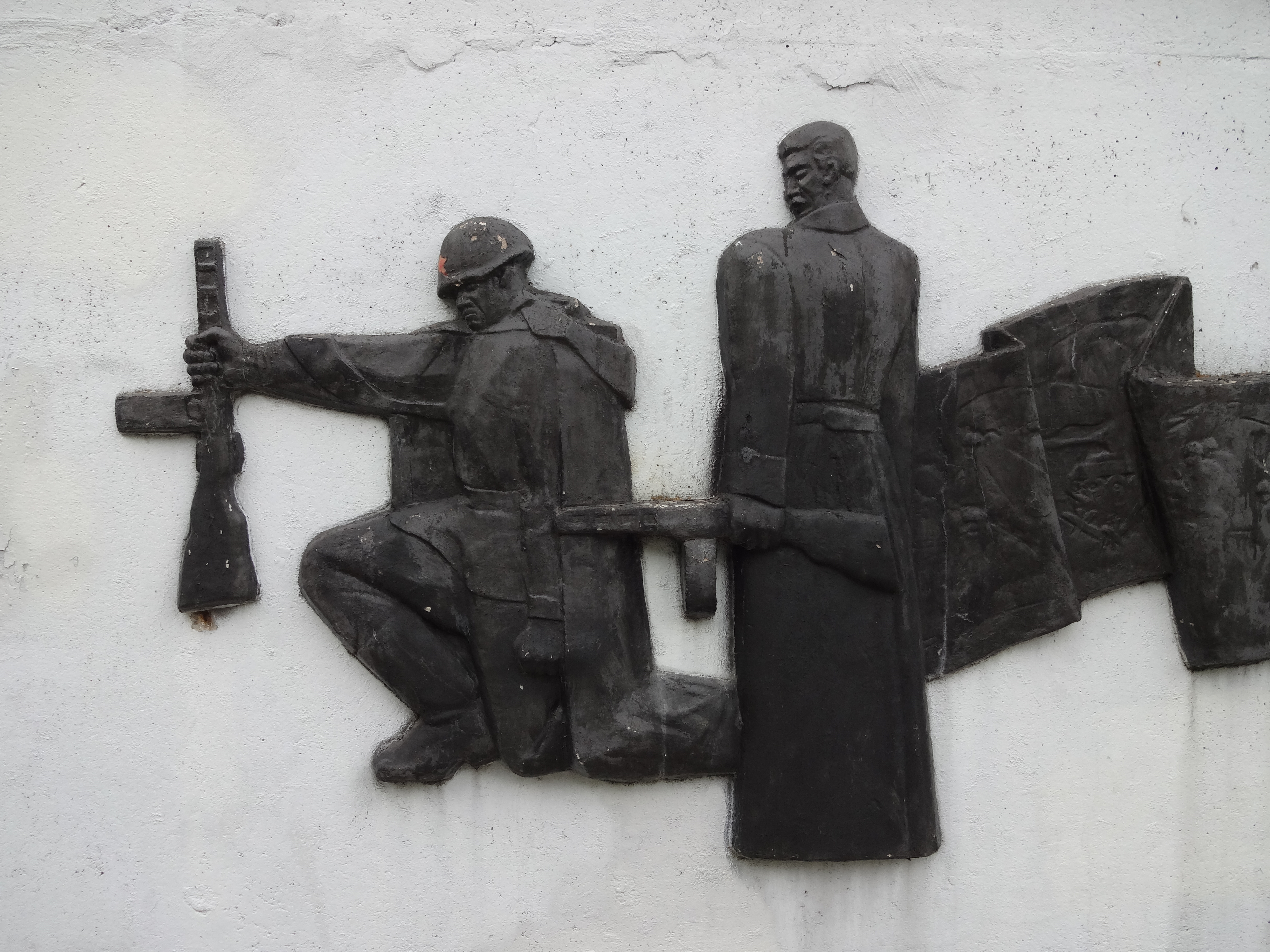
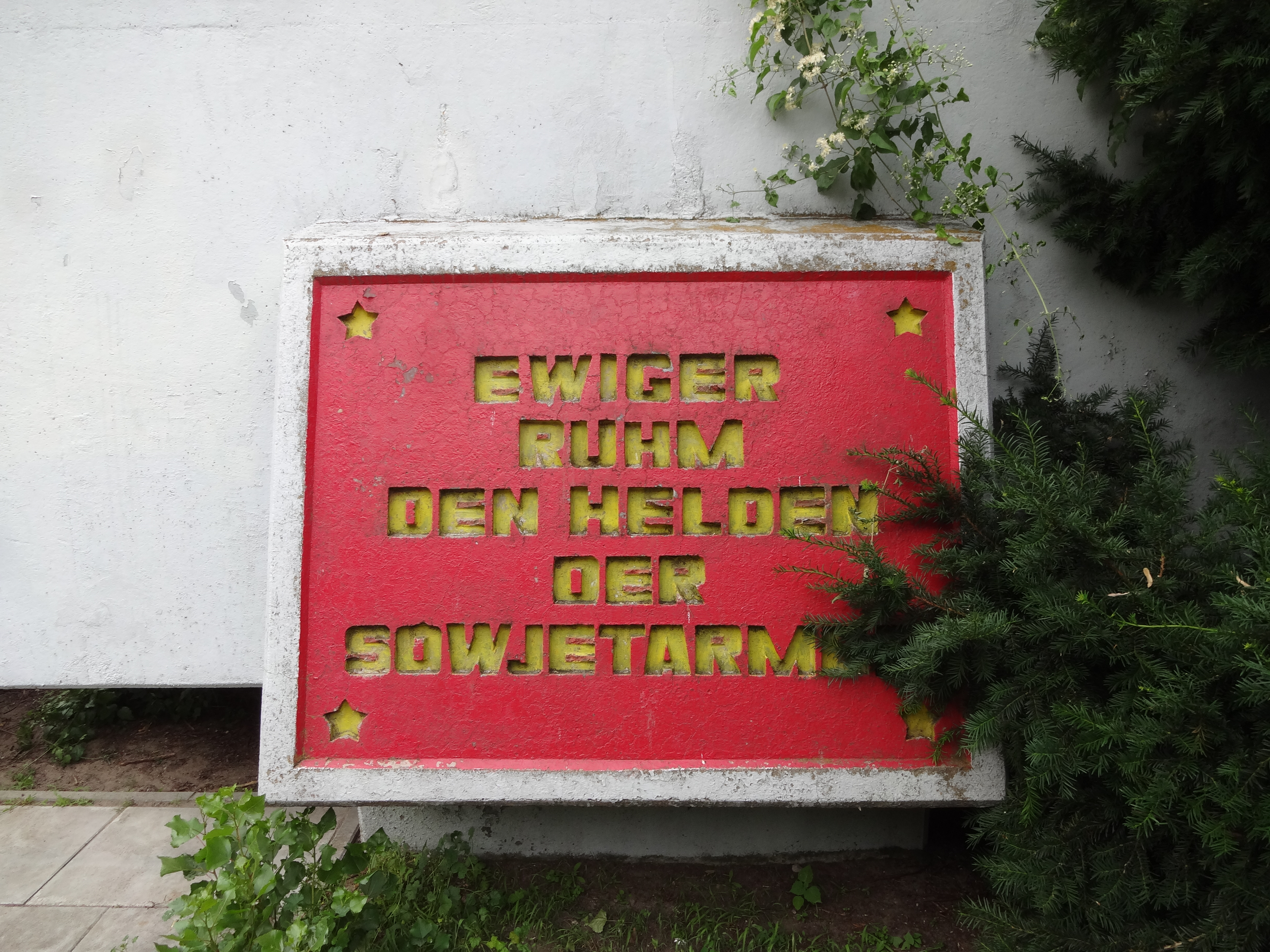
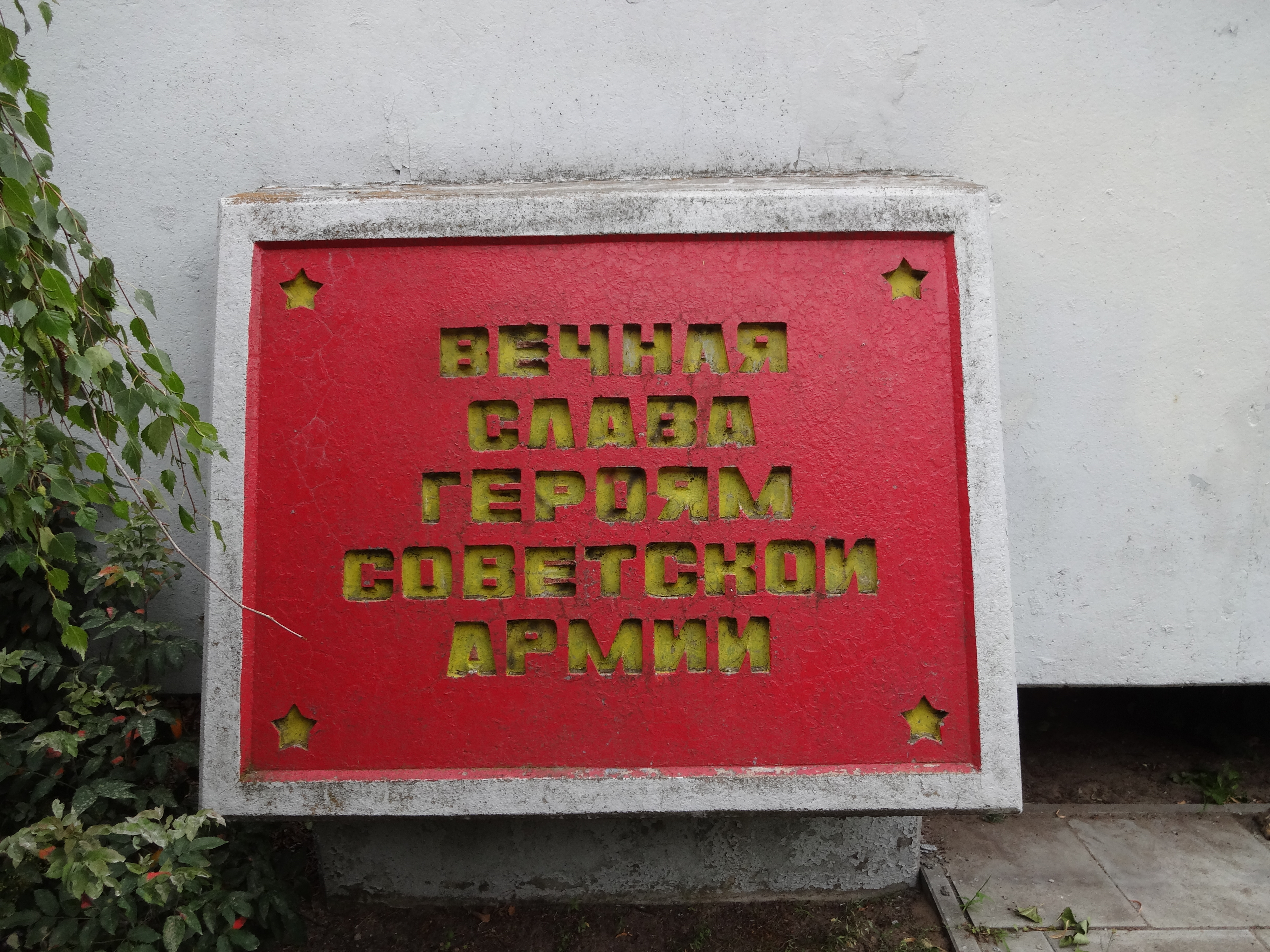
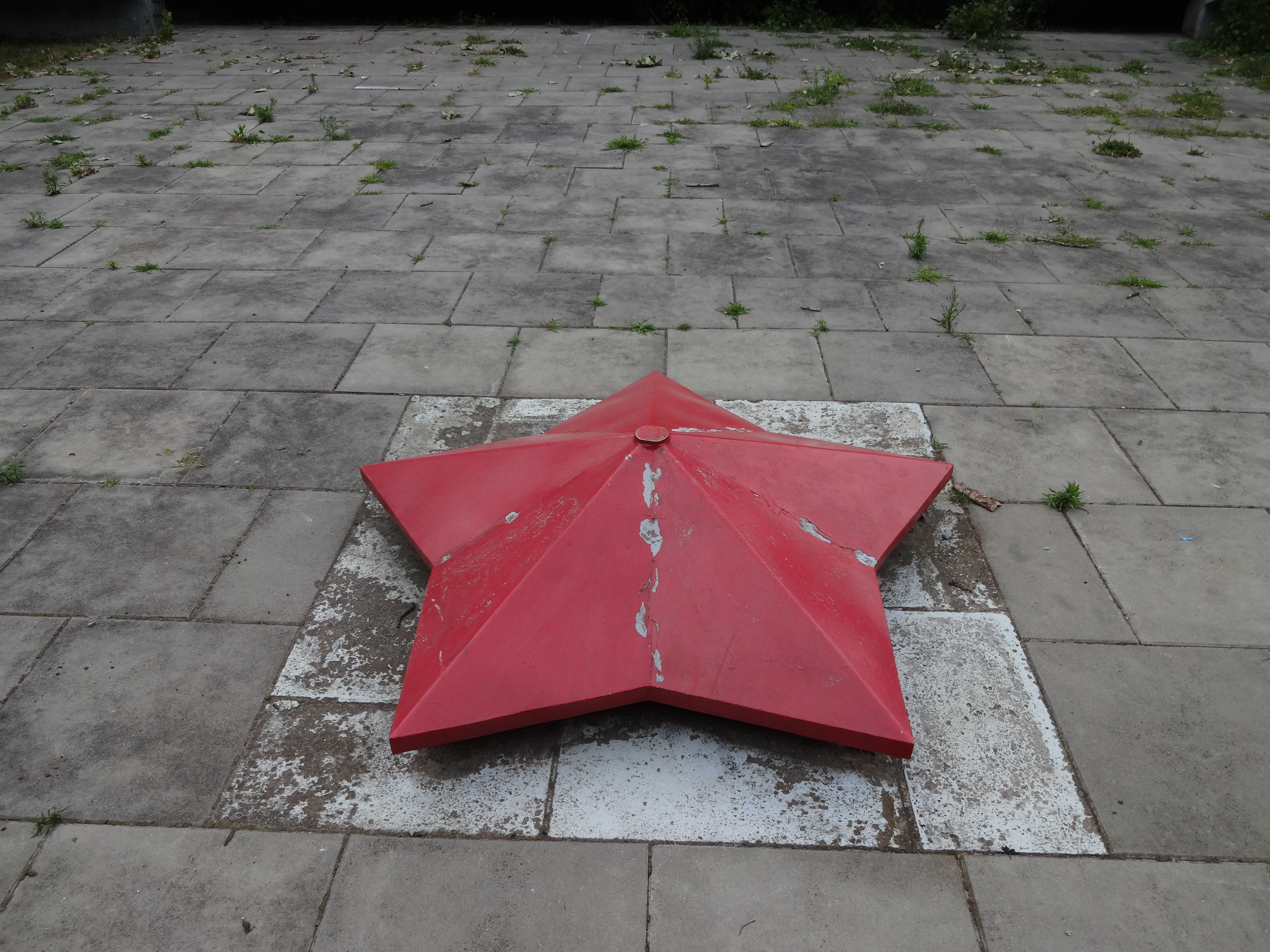